# Marc Tardue
Marc Tardue (* 8. November 1951 in Chicago) ist ein US-amerikanischer Dirigent. Von 1991 bis 2002 war er Chefdirigent des Symphonieorchesters Biel (Schweiz) und von 1999 bis Ende 2007 Chefdirigent des Orquestra Nacional do Porto (Portugal). Von 2012 bis 2017 war er Generalmusikdirektor der Jenaer Philharmonie, seit Oktober 2018 ist er Chefdirigent des Dubrovniker Sinfonieorchesters.

## Leben und Wirken

### Bis 1984
Marc Tardue, Sohn franco-italienischer Eltern, absolvierte das Peabody Conservatory in Baltimore und studierte anschließend bei Alexander Lipsky und Wiktor Labunsky (Klavier) sowie bei Frederik Prausnitz, Leo Müller und Constantin Bugeanu (Dirigieren). Darüber hinaus ist Marc Tardue ausgebildeter Gesangslehrer (Unterricht bei Marilyn Cotlow) und arbeitete als Klavierbegleiter in den Masterclasses von Eileen Farell, Beverly Sills, Tito Gobbi, Gabriel Bacquier und Francesco Valentino.
Schon kurz nach Beendigung seiner Studien erhielt er von amerikanischen Choral-, Sinfonie- und Opernensembles Engagements als musikalischer Leiter und Chefdirigent. Von 1982 bis 1984 war Marc Tardue Chefdirigent der National Opera von Reykjavík (Island) und trat mit dem Icelandic Symphony Orchestra bei Konzerten und Tourneen auf.

### 1984 bis 1990
1984 gewann er den dritten Preis am internationalen Dirigentenwettbewerb Concours International d’Éxecution Musicale „Ernest Ansermet“ (CIEM) in Genf. Danach begleitete Marc Tardue die CIEM-Wettbewerbe regelmäßig mit dem Orchestre de la Suisse Romande. Er war in Radio- und Eurovisions-Übertragungen zu hören sowie auf der Preisträger-CD-Serie von Musica Helvetica, die jährlich an über 700 Radiostationen weltweit verteilt wurde.
1985 übernahm Tardue kurzfristig bei dem Ensemble Instrumentale de Grenoble (EIG) Aufführungen der 9. Sinfonie von Beethoven und wurde sowohl vom Publikum wie auch von den Musikern dermaßen umjubelt, dass das Orchester ihn umgehend zum Musikdirektor wählte. Unter seiner Leitung (bis 1995) wurde das kammermusikalische und zeitgenössische EIG-Repertoire um die großen Sinfonien sowie Opern- und Chorwerke erweitert. 
Künstler wie Lucia Popp, Yuri Bashmet, Gabriel Bacquier, Aldo Ciccolini, Pierre Amoyal, Maurice André und Jean Philippe Collard gehörten zu den regelmäßigen Gastsolisten des Orchesters, das in Europa, USA und Australien Konzerte gab. Die Diskographie von Marc Tardue und dem EIG weist mehr als 20 Schallplatten und CDs auf, die für die internationalen Labels Forlane, Arion, Gallo Quantum und Skarbo eingespielt wurden. 1995 erhielten Dirigent und Orchester den Grand Prix du Disque der Akademie Charles Cros, Paris, für die Aufnahme Songs for the dead soldiers des französischen Komponisten Aubert Lemeland (Skarbo Records).

### 1991 bis 2011
1991 bis 2002 war Marc Tardue Chefdirigent des Symphonieorchesters Biel (Schweiz), wo er sowohl für sinfonische Konzerte als auch als Generalmusikdirektor für Opernproduktionen am Theater Biel Solothurn verantwortlich zeichnete.
Während der Jahre 1999 bis Ende 2007 war er Chefdirigent des Orquestra Nacional do Porto (Portugal), dem er innerhalb kurzer Zeit ein neues Profil verlieh und das er 2000 von einem Orchester in klassischer Größe zu seinem jetzigen symphonischen Format erweiterte. Als solistische Gäste seien hier unter anderem genannt: Natalia Gutman, Brigitte Engerer, Júlia Várady, Nora Chastain, Mischa Maisky, Martin Fröst, Pieter Wispelwey, Steven Isserlis, Daniel Raiskin und Jean Philippe Collard. Und auch das Opernrepertoire gewann Bedeutung; es erfolgten die Neuinszenierungen von Don Giovanni, La Bohème, Falstaff, Le Nozze di Figaro, Carmen, Il Trovatore und Die Fledermaus.
Als Gastdirigent leitete Marc Tardue Aufführungen an den Opernhäusern von Dublin (Andrea Chénier) und Malmö (Kronbrüden) und gab Konzerte unter anderem mit dem Orchestre de la Suisse Romande, dem Radio Orchester Basel, dem Sinfonieorchester Basel, dem Stadtorchester St. Gallen, dem Stadtorchester Winterthur, dem Litauischen Kammerorchester, dem Philharmonischen Orchester Antwerpen, dem Nouvel Orchestre Philharmonique de la Radio France, l’Orchestre des Pays de la Loire (Nantes), der Cluj Philharmonic, Göteborgs Opernorchester, dem Orquesta Sinfónica Radio Television Española (Madrid), dem Orquesta Filarmónica de Málaga, der Sinfonietta von Värmlandsoperan (Karlstad), dem National Symphony Orchestra von Estonia, der Zagreb Philharmonie, dem Sinfonischen Orchester Oulu, dem Litauischen Staatsorchester, dem Philharmonischen Orchester der Hansestadt Lübeck, dem Orchestra Filarmonica Marchigiana (Ancona), l‘Orchestre Lyrique de Région Avignon Provence, Camerata Zürich, dem Philharmonischen Orchester Würzburg, Orquesta Sinfónica di Navarra, dem Orchestre de Colonne Paris, dem Staatsorchester Rheinische Philharmonie Koblenz, dem Russian National Orchestra in Moskau, den Nürnberger Symphonikern, dem Philharmonischen Orchester Bukarest „George Enescu“, der Württembergischen Philharmonie Reutlingen, dem Orchestre Symphonique de Mulhouse und dem Arthur Rubinstein Philharmonic Orchestra Lodz. Bei den Opernfestspielen in Heidenheim leitete er im Sommer 2009 die Neuproduktion von Heinrich Marschners Oper Der Vampyr, im Sommer 2010 war er bei dem Schweizer Opernfestival Schenkenberg für die Erstaufführung von Carmen verantwortlich.

### 2012 bis 2017
Im Frühjahr 2012 wurde Tardue als Generalmusikdirektor der Jenaer Philharmonie vorgestellt. Das Thüringer Symphonieorchester leitete er seit September 2012. Mit der Spielzeit 2016/17 endete seine Tätigkeit als Chefdirigent des Orchesters.

## Auszeichnungen
- 1989: Chevalier des Arts et Lettres
- 2004: Medalha de Mérito Cultural des portugiesischen Kultusministeriums (eine der höchsten Ehrungen Portugals).